# Behnsdorf
Behnsdorf is een plaats en voormalige gemeente in de Duitse deelstaat Saksen-Anhalt, en maakt deel uit van de Landkreis Börde.
Behnsdorf telt 696 inwoners.